# Сафуанов, Фарит Суфиянович
Фарит Суфиянович Сафуанов (тат. Фәрит Суфиян улы Сафуанов; род. 1 апреля 1958, Мамадыш, Татарская АССР, СССР) — советский и российский психолог, специалист в области клинической психологии, юридической психологии, судебно-психологической экспертологии. Доктор психологических наук, профессор. Руководитель лаборатории психологии Федерального медицинского исследовательского центра психиатрии и наркологии имени В. П. Сербского Министерства здравоохранения России. Заведующий кафедрой клинической и судебной психологии Московского государственного психолого-педагогического университета.

## Биография
Родился 1 апреля 1958 г. в семье филолога Сафуанова Суфияна Гаязовича
В 1981 году окончил  МГУ им. М. В. Ломоносова. Поступил на работу в ГНЦССП им. В. П. Сербского (старое название Федерального медицинского исследовательского центра психиатрии и наркологии им. В.П. Сербского).
В 1986 году защитил диссертацию на соискание учёной степени кандидата психологических наук «Эмоционально-смысловая регуляция восприятия у психопатических личностей истеро-возбудимого круга».
В 1987 году старший научный сотрудник ГНЦССП им. В. П. Сербского.
В 2001 году защитил диссертацию на соискание учёной степени доктора психологических наук по теме «Комплексная судебная психолого-психиатрическая экспертиза обвиняемых в криминально-агрессивных действиях (Психологический аспект)».
В 2002 году стал ведущим научным сотрудником, руководитель группы в ГНЦССП им. В. П. Сербского.
В 2004 году стал руководителем Лаборатории судебной психологии в ГНЦССП им. В. П. Сербского.
В 2005 году присвоено учёное звание профессора.
В 2014 году стал руководителем Лаборатории психологии Федерального медицинского исследовательского центра психиатрии и наркологии им. В.П. Сербского.
Является руководителем лаборатории психологии ФГБУ «Федеральный медицинский исследовательский центр психиатрии и наркологии им. В.П. Сербского» Министерства здравоохранения Российской Федерации; «Государственный научный центр социальной и судебной психиатрии им. В. П. Сербского»; заведующим кафедрой клинической и судебной психологии факультета юридической психологии Московского государственного психолого-педагогического университета.
Является членом Диссертационного совета по медицинской психологии при МГУ им. М. В. Ломоносова, межвузовского Диссертационного совета по юридической психологии при МГППУ и Академии управления МВД, Учёного совета Федерального медицинского исследовательского центра психиатрии и наркологии им. В.П. Сербского, Учёного совета Российского федерального центра судебной экспертизы при Министерстве юстиции России.

## Научная деятельность
Ф. С. Сафуанов внёс значительный вклад в развитие теории и практики проведения судебно-психологической экспертизы, практику использования психологических знаний в сфере судебной деятельности. Работы Ф. С. Сафуанова расширяют возможные клинико-психологические задачи в судебно-психиатрической экспертизе. В качестве основных экспериментальных психологических задач, решаемых в экспертной практике, он выделяет дифференциальную диагностику симптомокомплексов и оценку структуры и глубины нарушений психической деятельности.
Он известен как автор психологической типологии криминальной агрессии, теории судебно-психологической экспертологии, разработчик методологии новых видов судебно-психологической и комплексной психолого-психиатрической экспертизы:
- экспертизы аффекта и ограниченной вменяемости у обвиняемых;
- экспертизы психического состояния матери, обвиняемой в убийстве новорождённого ребенка;
- экспертизы психического состояния суицидента;
- экспертизы по судебным спорам между родителями о воспитании ребенка;
- экспертизы по делам о возмещении морального вреда;
- экспертизы по делам о признании сделки недействительной.

Описанную Ф. С. Сафуановым междисциплинарную область ряд специалистов определяет как самостоятельную дисциплину — судебно-психологическую экспертологию .
В настоящее время Ф. С. Сафуанов занимается вопросами методологии юридической психологии, проблемой комплексных судебных психолого-психиатрических исследований в уголовном и гражданском процессах, проблемой компетентностного подхода при подготовке специалистов в области судебно-психологической экспертизы, проблемой соотношения гетеро- и аутоагрессии, проблемой процессуальных и непроцессуальных форм использования психологических знаний в судопроизводстве, проблемой психологического обеспечения следственных действий, проблемой формирования правосознания.

## Издательская деятельность
Член редакционных коллегий и советов журналов:
- «Психологические исследования»[5]
- «Медицинская психология в России»[6]
- «Юридическая психология»[7]
- «Психология и право»[8]

## Преподавательская деятельность
Общий стаж педагогической работы в высших учебных заведениях (МГППУ, МГУ, Первый МГМУ, РГГУ), учреждениях повышения квалификации — более 25 лет. С 1993 г. курирует циклы тематического усовершенствования по медицинской и судебной психологии, проводимых на базе Федерального медицинского исследовательского центра психиатрии и наркологии им. В.П. Сербского. С 2006 г. – заведующий кафедрой клинической и судебной психологии факультета юридической психологии МГППУ.
Читает курсы:
- для студентов: «Судебно-психологическая экспертиза»
- для аспирантов: «Организационно-правовые основы комплексной судебной психолого-психиатрической экспертизы», «Психология криминальной агрессии»
- для магистратуры: «Методологический семинар», «Актуальные проблемы теории и практики современной психологии», «Психология криминальной агрессии».

Научный руководитель магистратуры «Юридическая психология: судебно-экспертная практика».
В качестве научного руководителя и консультанта подготовил 1 доктора и 6 кандидатов наук.

## Награды и звания
- Нагрудный знак Министерства Российской Федерации по делам гражданской обороны, чрезвычайным ситуациям и ликвидации последствий стихийных бедствий (МЧС России) «За заслуги» (2004 г.)
- Почетная грамота Министерства здравоохранения и социального развития (2008 г.)

Автор более 340 научных работ.

## Научные труды
- Сафуанов Ф. С. Судебно-психологическая экспертиза в уголовном процессе: научно-практическое пособие. — М.: Смысл, Гардарика, 1998.
- Сафуанов Ф. С. Клиническая психология в экспертной практике: Учебно-методическое пособие. — М.: МГППУ, 2002.
- Сафуанов Ф. С. Психология криминальной агрессии: Монография. — М.: Смысл, 2003. — 300 с.
- Сафуанов Ф. С. Практикум по судебно-психологической экспертизе. — М.: Смысл, МГППУ, 2007. — 120 с.;
- Медицинская и судебная психология. Курс лекций / Под ред. Т. Б. Дмитриевой, Ф. С. Сафуанова. — М.: Генезис, 2004 (2-е изд. — 2005, 3-е изд. — 2009, 4-е изд. — 2016). — 606 с. (Рекомендовано Советом по психологии УМО по классическому университетскому образованию в качестве учебного пособия для студентов высших учебных заведений, обучающихся по направлению и специальностям психологии).
- Сафуанов Ф. С., Харитонова Н. К., Русаковская О. А.Психолого-психиатрическая экспертиза по судебным спорам между родителями о воспитании и месте жительства ребенка. — М.: Генезис, 2011 (2-е изд. – 2012). – 192 с.
- Аффект: практика судебной психолого-психиатрической экспертизы: хрестоматия / Авторы-составители Ф. С. Сафуанов, Е. В. Макушкин. – М.: Генезис, 2013. – 312 с.
- Сафуанов Ф. С. Судебно-психологическая экспертиза. Учебник для академического бакалавриата. – М.: Издательство Юрайт, 2014. – 421 с.     (Рекомендовано Учебно-методическим объединением вузов Российской Федерации по психолого-педагогическому образованию для обучающихся по направлению подготовки 050400 Психолого-педагогическое образование; Допущено УМО по классическому университетскому образованию в качестве учебника для студентов высших учебных заведений, обучающихся по направлению подготовки 030300 Психология, 030401 Клиническая психология ФГОС ВПО).
- Сафуанов Ф. С. Судебно-психологическая экспертиза: учебник для вузов: для студентов высших учебных заведений, обучающихся по юридическим, гуманитарным и естественнонаучным направлениям : по направлению подготовки «Психолого-педагогическое образование»: «Психология» и специальности «Клиническая психология» ФГОС ВПО. — 2-е изд., перераб. и доп. — М.: Юрайт, 2019. — 309 с. (Специалист) (УМО ВО рекомендует) (УМО рекомендует).; ISBN 978-5-534-05266-4
- Сафуанов Ф. С. Психолого-психиатрическая экспертиза по судебным спорам между родителями о воспитании и месте жительства ребенка. - 3-е изд. — М.: Генезис, 2016. — 190 с. ISBN 978-5-98563-428-0